# Fritz Scheider
Fritz Scheider (fl. XX secolo) è stato un pallanuotista tedesco.

## Carriera
Partecipò al torneo di pallanuoto della II Olimpiade di Parigi nel 1900 con il Berliner Swimming Club, perdendo ai quarti di finale per 3-2 contro i Pupilles de Neptune de Lille.